# Katten i hatten vet allt om ditten och datten
Katten i hatten vet allt om ditten och datten (The Cat in The Hat Knows A Lot About That) är ett kanadensiskt-engelskt tecknat barnprogram från 2010, som bygger på figurerna i Dr. Seuss barnbok The Cat in the Hat. Avsnittens handlingar bygger dock inte alls på boken, och Sallys bror Dick (Conrad i 2003 års film) har bytts ut mot en färgad pojke vid namn Tim. Programmet visas i Sverige på SVT Barn.

## Handling
Katten i hatten tar med de två vännerna Sally och Tim på äventyr i sin "Prylomobil", där de får lära sig en massa om djur och natur. Med på äventyren är också Kattens husdjur Fisk och hans två små blåhåriga medhjälpare Sak 1 och Sak 2.